# Kościół Nawiedzenia Najświętszej Maryi Panny i św. Józefa w Woli Rzeczyckiej

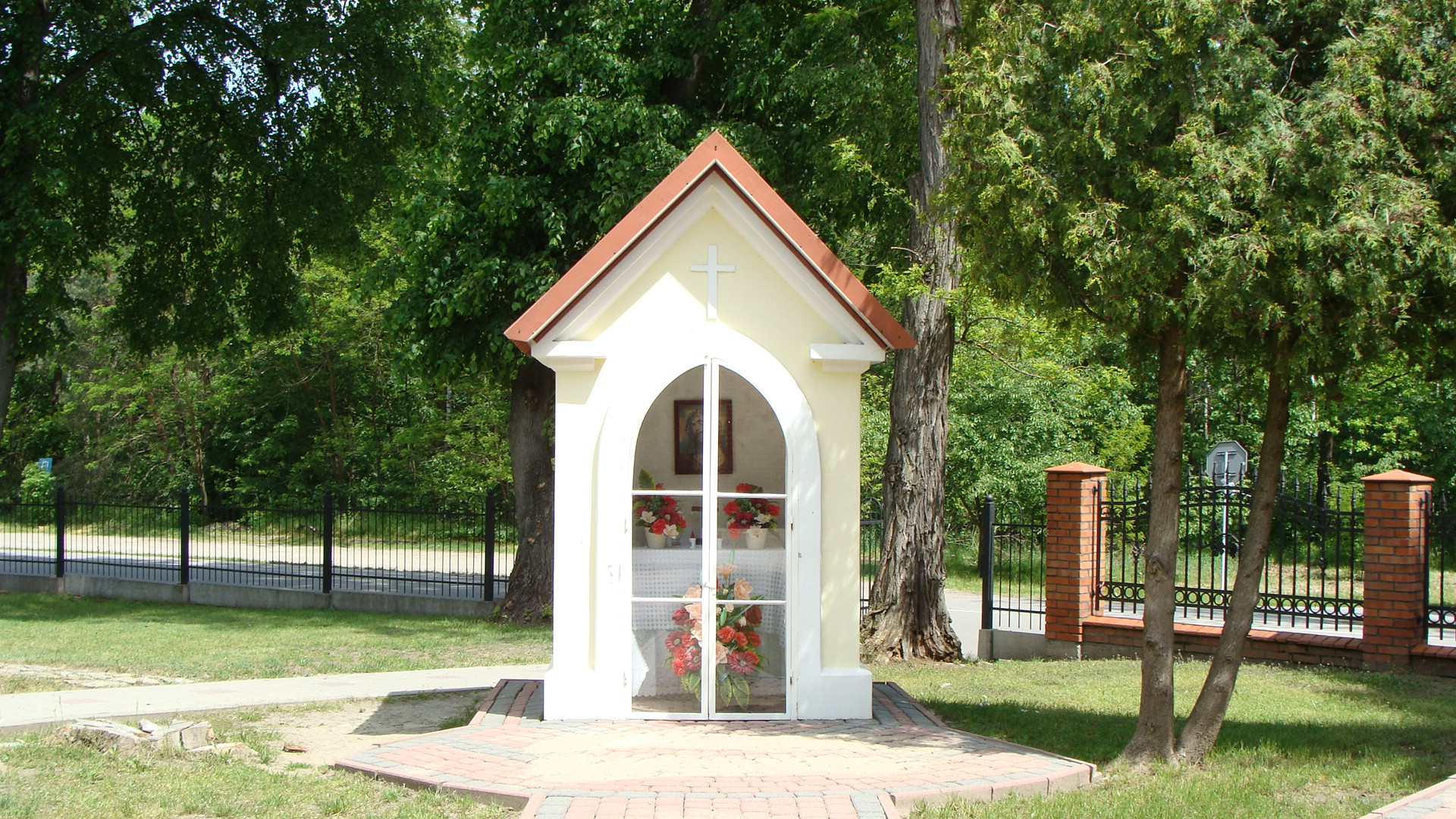
Wola Rzeczycka. Kapliczka przykościelna

Kościół pw. Nawiedzenia Najświętszej Maryi Panny i świętego Józefa w Woli Rzeczyckiej – zabytkowy kościół parafialny, rzymskokatolicki w diecezji sandomierskiej w dekanacie Pysznica.
Świątynię konsekrował bp Karol Józef Fischer 26 maja 1928. Do 1992 był pod wezwaniem Nawiedzenia św. Elżbiety. Pierwotnie, kościół miał być poświęcony Matce Bożej Królowej Korony Polskiej, lecz zbieg okoliczności spowodował inaczej, w 1915 r. przygotowano już obraz patronacki do ołtarza głównego, który namalował krakowianin Zygmunt Wierciak (1881–1950).
Zespół kościoła tworzą cztery kapliczki i dzwonnica. Zespół kościelny wpisany do rejestru zabytków.
W latach 1993–2002, dokonano całkowitej renowacji wnętrza kościoła i konserwacji organów

## Historia
Kościół został zbudowany w latach 1912–1914 z inicjatywy kapucyna z Rozwadowa, o. Hieronima Rybę, w miejscu zwanym przez miejscowych Jasną Górką. Powodem budowy kościoła w Woli Rzeczyckiej był utrudniony dostęp wiernych z tej okolicy do kościoła w Rozwadowie, z powodu braku mostów na Sanie. Zniszczony podczas walk pozycyjnych nad Sanem w czasie I wojny światowej, odbudowany w latach 1919–1924. Autorem projektu był architekt Kazimierz Świerczyński, inżynier Departamentu Technicznego c.k. Namiestnictwa we Lwowie.

## Architektura
Świątynia zbudowana jest w stylu neogotyku nadwiślańskiego. Kościół, wykazuje cechy charakterystyczne dla Galicji lat 80. XIX w. – łączenie form romańskich i gotyckich. Świerczyński zaprojektował romańską strukturę kościoła, dodając do niej gotycki ostry łuk i renesansowy strop kasetonowy. Położenie kościoła na wzniesieniu uwarunkowała bliskość Sanu (groźba zalania podczas wylewów rzeki) oraz kształt i wielkość działki na Jasnej Górce. 
Jednonawową bryłę kościoła rozplanował na rzucie prostokąta z prezbiterium, zamkniętym trójboczną apsydą. Korpus główny posiada   niewielką  kruchtę (tzw. babiniec), z której prowadzi wejście na chór, mieszczący organy mechaniczno-pneumatyczne, a po obu stronach prezbiterium wybudowano niewielką zakrystię i skarbczyk na rzucie kwadratu. Do przykrycia korpusu głównego świątyni zastosował dwuspadowy dach, a do pomieszczeń pomocniczych – dachy pulpitowe. Na szczycie dachu nawy głównej umieścił ośmioboczną wieżę z sygnaturką. 
Elementy gotyckie to wyłącznie materiał – czerwona cegła, z którego wzniesiono kościół oraz charakterystyczny kształt ostrego łuku pojawiającego się przy prezbiterium, otworach okiennych i drzwiowych. 
Nie otynkowany z zewnątrz, prezentuje skromną kolorystykę i fakturę zwykłej cegły nadgryzionej zębem czasu. Gdzieniegdzie wmurowano w ściany pociski artyleryjskie na pamiątkę ostrzałów świątyni podczas I i II wojny światowej.

## Wnętrze
Wchodzących do świątyni wejściem głównym, wita napis umieszczony na łuku portalu nawy: Panie, umiłowałem ozdobę domu Twego i miejsce mieszkania chwały Twojej (Ps XXV 8).
W polu archiwolty umieszczony Chrystus Ukrzyżowany w promienistej poświacie. Na suficie widnieje alegoria Niebios (błękitne tło ze stylizowanymi gwiazdami), Boga Ojca (trójkąt z okiem, tzw. oko opatrzności wyrażające wszechwiedzę i wszechmoc Boga), Chrystusa (krzyż łaciński) i Ducha Świętego (biała gołębica w aureoli). 
Wnętrze nawy głównej pokrywa drewniany strop kasetonowy, w kolorze palisandru, ozdobiony rozetami ze złoceniami. Strop posiada 19 rzędów, po 10 sztuk kasetonów w każdym z nich. Pod chórem są dwa rzędy po 9 kasetonów pełnych oraz trzy połówki. W sumie jest ich prawie 210 sztuk. Twórcą planów i jednocześnie jednym z wykonawców stropu był Jan Budziło (1908–1983) z pobliskiego Pniowa. Ściany nawy głównej, zostały pokryte bogatym kolorystycznie ornamentem geometryczno-roślinnym wykorzystując tzw. technikę patronu (szablonu z wyciętym deseniem). Płaszczyznę ścian podzielono na cztery poziome sektory. Pierwszy, w bezpośrednim sąsiedztwie sufitu, wypełnia fryz z liści winorośli i motywem krzyża z wkomponowanym sercem pośrodku, drugi – stanowią przestrzenie międzyokienne ozdobione głównym motywem nawy, w postaci kilimów o bogatej skali barwnej, obwiedzionych bordiurą. Trzeci sektor wypełnia szachownica z powtarzającymi się dwoma rysunkowo przetworzonymi krzyżami trójlistnymi, zwieńczona zacheuszkami (miejscami oznaczającymi miejsca konsekracji kościoła), czyli 12 świecznikami przyściennymi z dominującym krzyżem trójlistnym o czerwonej barwie, zamkniętym w owalu otoczonym palmowymi liśćmi. Kwadraty szachownicy rozmieszczono w pięciu poziomych rzędach. Mają one fakturę kamienia piaskowego. Czwarty sektor, odgraniczony od pozostałych geometrycznym wzorem „wężyka generalskiego”, to iluzjonistyczna okładzina ścienna imitująca marmurowe płyty. Posadzka kościoła została wykonana z płyt piaskowca.
Wyposażenie kościoła stanowią drewniane ołtarze z pocz. XX w.: główny z obrazem Nawiedzenia NMP z 1928 r. autorstwa Władysława Barwickiego z Lublina, oraz dwa boczne i prospekt organowy z tego samego czasu, które zaprojektował Jan Budziło.

## Etapy realizacji wnętrza
W latach 1926–1929 wykonano ołtarz główny i ołtarze boczne. Ołtarze boczne wykonali  miejscowi stolarze Andrzej Wydra z Kępy Rzeczyckiej  i Jan Latawiec z Woli Rzeczyckiej, pod kierunkiem rzeźbiarza Andrzeja Lenika z Krosna – wykonawcy ołtarza głównego. Około 1928 roku wykonany został ozdobny strop kasetonowy, a nieco później ambona i drewniane ławki.
W 1928 roku pod ołtarzem głównym została zakupiona i zawieszona wieczna lampka wykonana w warsztacie K. Stupnickiego z Przemyśla. 
W 1934 roku przystąpiono do wykonania polichromii we wnętrzu kościoła. Prace nad polichromią prowadził artysta malarz Czesław Szyjkowski ze Lwowa, wraz z malarzem Józefem Kułaczem z Rozwadowa. Prace malarskie w kościele, ze względu na sukcesywne pozyskiwanie funduszy, przeprowadzono w trzech etapach. W czasie pierwszego etapu, trwającego od 22 kwietnia do 1 lipca 1934 r., wykonano projekt oraz pomalowano ściany nawy; w drugim – od 1 maja do 1 lipca 1935 r. – wymalowano plafon i częściowo ściany prezbiterium (freski ze sceną „Zwiastowania” i „Odnalezienia Jezusa w świątyni”), zaś w trzecim – od 15 kwietnia do 5 czerwca 1937 r. – dokończono prezbiterium (freski ze sceną „Narodzenia” i „Ofiarowania”) oraz kruchtę. Prace malarskie, wykończenia wnętrza kościoła zakończono 1.VI.1938.

## Kapliczki
4 kapliczki  przykościelne, z ołtarzykami, umieszczone w narożach placu kościelnego, służące do procesji Bożego Ciała, zostały wybudowane w latach 1919 - 1924.

## Dzwonnica

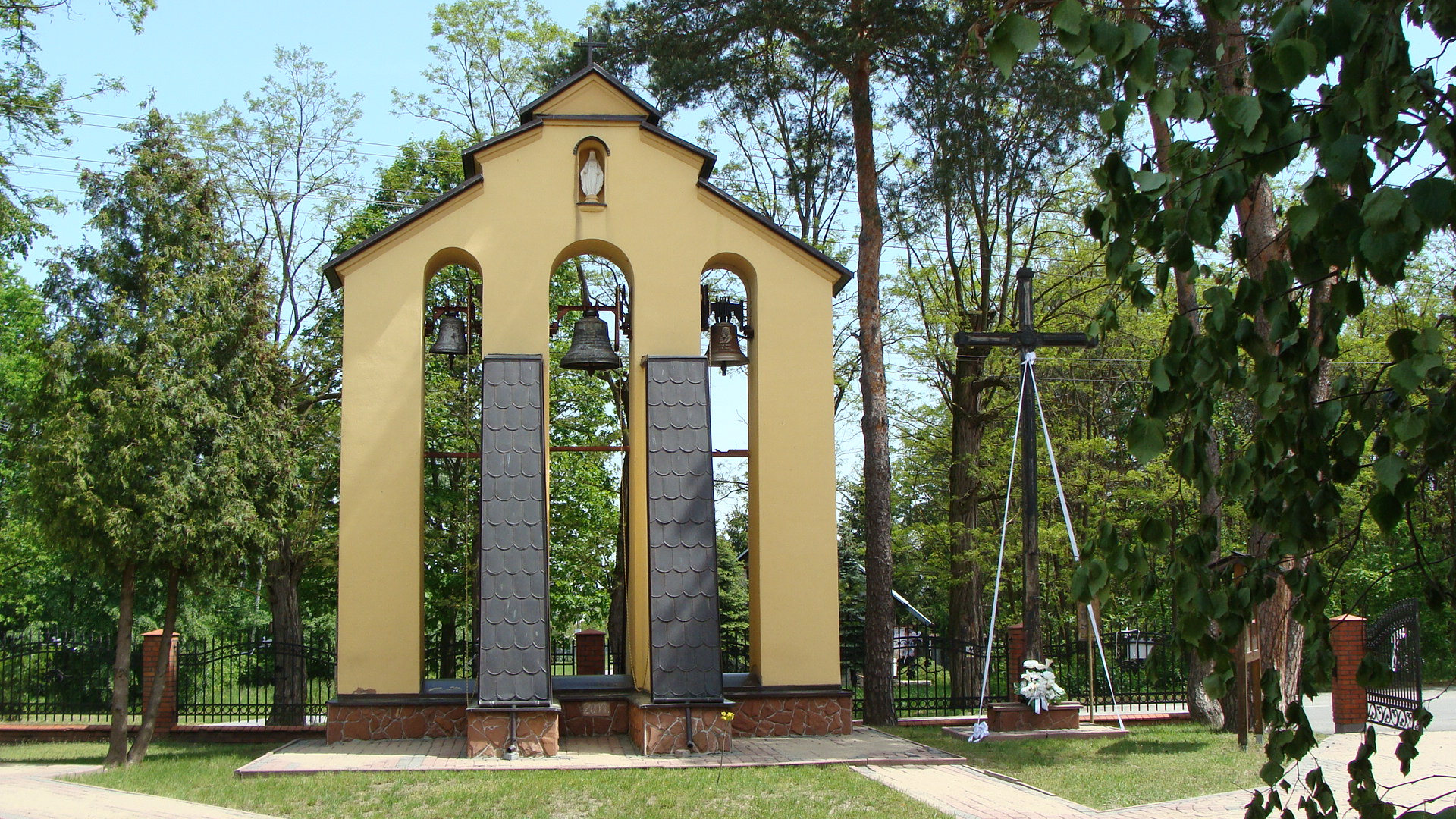
Dzwonnica przykościelna

Dzwonnicę przykościelną, typu parawanowego, wolno stojącą, posiadającą trzy arkady, wymurowano w 1924 r. i początkowo zamontowano w niej cztery niewielkie dzwony pochodzące z rewindykacji z Rosji (efekt wojny polsko-bolszewickiej z 1919–1920 r.). Rok później dzwonnicę przemurowano i zamontowano w niej trzy dzwony w tonacji H-dur, wykonane przez renomowany zakład ludwisarski Felczyńskich z Przemyśla. Każdy z nich posiada imię: Maria (250 kg) – patronka kościoła, Hieronim (150 kg) – budowniczy kościoła oraz Tadeusz (80 kg) – pierwszy proboszcz.